# Яган
Яган (IPA:ˈjeɪgən) е местен австралийски воин, изиграл ключова роля при началната съпротива на местните аборигени срещу европейското колонизиране по териториите на днешния град Пърт в Западна Австралия.
След няколко успешни атаки срещу европейците, водени от Яган, по време на които множество бели заселници падат мъртви, бива предложена награда за залавянето му – жив или мъртъв. Яган е застрелян от млад заселник. Смъртта на Яган се приема от местните жители като символ на несправедливост. Затова е смятан за герой от повечето австралийски племена.
Главата на Яган е пренесена в Лондон, където е показвана като антропологична ценност. След това тялото му е съхранявано в различни музеи, преди да бъде погребан в необозначен гроб през 1964 г. През 1993 г. местоположението на гроба е идентифицирано и след 4 години тленните останки на Яган са репатрирани в Австралия. Оттогава се води спор между местните жители край Пърт за местоположението на гроба му (след репатрирането му в Австралия Яган е погребан отново). През 2010 г. главата на Яган също е погребана в Суон Вали близо до Пърт.